# Neurofibromatose
Neurofibromatose er en samlebetegnelse for tre arvelige sygdomme, som er karakteriseret ved knudedannelser i nervesystemet. Tidligere mente man, at der var tale om fremtrædelsesformer af samme sygdom, som første gang blev beskrevet i 1882 af den tyske læge Friedrich Daniel von Recklinghausen, og derfor kaldtes neurofibromatosis Recklinghausen eller morbus Recklinghausen. Nu ved man, at der er tale om tre sygdomme, som er forskellige både med hensyn til det genetiske grundlag og med hensyn til andre forhold. De almindeligt anvendte betegnelser er nu perifer neurofibromatose eller neurofibromatose type 1 (NF1), central neurofibromatose eller neurofibromatose type 2 (NF2) og endelig den forholdsvis nyopdagede schwannomatose. Sygdommene hører til gruppen af fakomatoser, dvs. sygdomme som udviklingsmæssigt hører til det ektodermale (ydre)kimblad. Andre sygdomme i samme gruppe er Sturge-Webers sygdom og tuberøs sklerose.

## Neurofibromatose type 1

### Generelt
Neurofibromatose type 1 (NF 1) er en arvelig tilstand, som viser sig ved dannelsen af godartede bindevævsknuder (fibromer) i forbindelse med nervetråde. Sygdommen kan give mange forskellige symptomer afhængig af, hvor fibromerne udvikler sig. Det er huden, nervesystemet og skelettet, som først og fremmest rammes. Hvis man får stillet diagnosen ses der også øget risiko for autisme.

### Forekomst
Prævalensen af NF 1, dvs. forekomsten i en given befolkningsgruppe er 1 pr 4000 individer. Sygdommen er lige hyppig hos drenge og piger. 

### Årsag
NF 1 skyldes en fejl i arvematerialet på den lange arm af kromosom 17. NF 1-genet styrer produktionen af proteinet neurofibromin, som har til opgave at hindre ukontrolleret vækst af bindevæv (tumorsupressor). NF 1-genet er stort og mange forskellige ændringer i genet kan forårsage NF 1.

### Arvelighed
Ca. halvdelen af patienterne med NF 1 har arvet tilstanden. Arvegangen er autosomalt dominant, hvilket vil sige, at man har risiko for at få sygdommen, hvis man blot har arvet det syge gen fra én af forældrene. I den anden halvdel af tilfældene opstår NF 1 på grund af en tilfældig opstået ændring i arveanlægget – en såkaldt mutation.

### Symptomer, forløb og komplikationer
NF 1 er kendetegnet ved stor variation i sygdommens alvor og fremtrædelsesform – selv inden for samme familie. Uforudsigeligheden i forhold til fremtidsudsigterne kan af patienterne opleves som ent stor belastning . Desuden kan NF 1 udgøre en skjult eller delvis skjult funktionshæmning, med de påvirkninger som dette medfører. Lysebrune flade pigmentforandringer i huden (café-au-lait-pletter) er hos enkelte til stede ved fødslen. Hos andre kommer pletterne i løbet af de første leveår. Hos små børn kan pletterne være små, men de vokser i størrelse med barnets vækst. Bindevævsknuderne (fibromerne) kan vise sig som små svulster i huden af forskellig størrelse. Nogle er kun få millimeter i diameter, mens andre kan være på størrelse med en knytnæve. Fibromerne er godartede, men kan være til kosmetisk gene, eller genere fordi de trykker på det omgivende væv. Fibromer i tilknytning til ryghvirvlerne eller andre dele af skelettet samt i forbindelse med syns- og hørenerverne kan især genere på grund af tryk. Fibromerne kan opstå eller øges i antal i forbindelse med puberteten og hos enkelte kvinder i forbindelse med graviditet eller overgangsalder. Der er en vis overhyppighed af nogle kræftformer hos patienter med NF 1. Små knuder i øjets regnbuehinde, de såkladte Lisch-knuder, forekommer hos næsten alle patienter med NF 1. Et andet kendetegn er et for alderen stort testikelomfang. Mange med NF 1 har indlæringsvanskeligheder, men kun få er egentligt psykisk udviklingshæmmede, og da oftest i mild grad. Mange  er let trætbare fysisk og psykisk og mange har koncentrationsvanskeligheder. I voksenalderen ser man ofte tidlig udbrændthed i arbejdslivet.

### Diagnose
Da der forekommer så mange mutationer hos patienter med NF 1, er rutinemæssig genetisk testning ikke gennemførlig. Diagnosen stilles på grundlag af de karakteristiske symptomer og tegn. Mindst to af de følgende diagnostiske kriterier må være til stede for at diagnosen kan stilles:
- Café-au-lait-pletter (mindst 5-6 stykker).
- mindst to fibromer eller et såkaldt plexiformt fibrom.
- Fregner i lysken eller armhulen.
- Slægtninge i første led med NF 1.
- Falske led eller manglende kilebensvinge.
- Lisch-knuder i øjets iris.
- Opticusgliom (knude på synsnerven)

### Behandling
Der findes endnu ingen behandling rettet mod sygdommens årsag. Skeletforandringer kan evt. behandles kirurgisk. Ved fibromer, som trykker på synsnerven, kan man overveje behandling med cellegifte, stråling eller operation. Smertefulde eller skæmmende hudforandringer kan ofte behandles med plastikkirurgi. Individuelle tiltag i forbindelse med skole- og arbejdsliv vil være af stor betydning.